# Richard Walther Darré
Richard Walther Darré narozen jako Ricardo Walther Óscar Darré (14. července 1895 Buenos Aires – 5. září 1953 Mnichov) byl vysoce postavený nacistický politik, jeden z hlavních ideologů NSDAP a mezi lety 1933 a 1942 říšský ministr pro potraviny a zemědělství. Darré byl propagátorem ideologie Blut und Boden, o které napsal stejnojmennou propagandistickou knihu.
Darré byl reprezentantem socialistické frakce NSDAP. Svým vystupováním, myšlenkami i popularitou mezi farmáři pomohl dosáhnout Hitlerovi vítězství ve volbách tím, že z NSDAP udělal masové hnutí. V roce 1933 se stal ministrem zemědělství a začal politiku ministerstva přizpůsobovat svým idejím. Nakonec však kvůli názorovým i osobním sporům s vrcholnými představiteli strany odešel z ministerstva i politiky.

## Časný život

### Mládí
Richard Walther Darré se narodil 14. července 1895 v Buenos Aires, ve čtvrti Belgrano, Oscaru Darrému a Emilii Bertě Eleonore. Jeho otec byl německého původu, matka měla švédské kořeny.
Darré nastoupil v Buenos Aires do německé školy. Zde se naučil plynně hovořit španělsky, francouzsky a anglicky. V devíti letech byl rodiči poslán do německého Heidelbergu, kde pokračoval ve studiích. Nakonec se v roce 1912 vrátila do Německa celá jeho rodina z důvodu napjaté mezinárodní situace.
Darré poté absolvoval výměnný pobyt na univerzitě ve Wimbledonu. Darré se následně chtěl vyučit koloniálnímu farmářství ve Wiesbadenu. To se později ukázalo jako špatná volba, jelikož Německu v důsledku prohry v první světové válce přišlo o všechny kolonie.
V roce 1914 se Darré rozhodoval, zda odjede zpět do Argentiny, kde se bude věnovat farmářství, či nastoupí do armády. V důsledku vypuknutí první světové válka Darré dobrovolně narukoval a sloužil u dělostřeleckého pluku na západní frontě.
V roce 1916 si Darré při bitvě na řece Sommě vysloužil Železný kříž za zásluhy a v lednu 1917 byl povýšen do hodnosti poručíka. Jeho účast v první světové válce byla přerušena pouze na několik dní, když byl v červnu 1917 zasažen plynovým útokem. Nicméně po pár dnech se na frontu vrátil a účastnil se mimo jiné bitvy u Verdunu a druhé bitvy o Champagne.

### Po první světové válce
Po ukončení bojů, žil Darré s rodinou ve Wiesbadenu. Po válce trpěl zdravotními potížemi, navštěvoval homeopata kvůli svým srdečním a neurologickým potížím. Válka jeho zdraví podlomila, ve svém deníku uvedl, že nemůže nic dokončit, jelikož se cítí být stále nemocný.
Darré roku 1919 vstoupil do Freikorps v roce 1922 se stal členem národní německé veteránské organizace Der Stahlhelm. V letech 1923 a 1924 poprvé vydal své publikace, když nechal v odborném tisku otisknout své články o dělostřelecké taktice.
V roce 1919 potkal Darré svou budoucí manželku Almu Staadtovou když byl na návštěvě u své sestry. Po svatbě v roce 1922 se Darré odstěhoval z Wiesbadenu.
Darré stále plánoval, že se vrátí do Argentiny a bude se plně věnovat zemědělství. Tento plán mu však zarazila příliš vysoká cena půdy. Argentina těžila z válečného i poválečného nedostatku potravin v Evropě a ceny pozemků se vyšplhaly výše. Darré vypočítal, že bude muset pracovat 10 let jako dělník, aby si mohl obstarat malou farmu. V letech 1922 a 1923 kontaktoval své argentinské přátele s otázkami ohledně příležitosti emigrace, dostal však negativní odpovědi.
Po odstěhování z Wiesbadenu získal Darré pracovní místo jako pomocný farmář na farmě v Bavorsku, později i v Pomořansku, kde chtěl získat zkušenosti.
Darré v roce 1922 zahájil studium na univerzitě Martina Luthera v Halle, kde získal zemědělský titul. Na univerzitě navštěvoval semestry eugeniky a dědičnosti. Studia dokončil až v roce 1929.

## Politika

### Před vstupem do NSDAP
V mládí se Darré připojil k Artamanově lize, agrárnímu mládežnickému völkischtickému hnutí. V roce 1926 napsal svůj první významný politický text s názvem "Vnitřní kolonizace." V něm se vymezil od lidově sílícího názoru prosazujícího obnovu německé koloniální říše. Darré tvrdil, že je nepravděpodobné, aby Německo získalo zpět své kolonie, a proto je koncept říše destruktivní pro Německý lid. V tomtéž roce napsal svůj nejslavnější politický článek, který byl v roce 1933 vydán jako kniha, „Das Schwein als Kriterium für nordische Völker und Semiten“ (Prase jako kritérium pro severské národy), ve kterém předložil teorii o usazených a kočovných národech. V textu Darré vysvětloval, rozdíly mezi zvyky kočovných a usazených národů. Jako příklad uvedl, že k řádnému chovu domácích prasat musí být člověk zakořeněn do jedné oblasti, protože domácí prase není schopno žít mobilní nebo nomádský životní styl. Darré tvrdil, že averze Židů k vepřovému masu pramenila ze skutečnosti, že byli kočovní, a proto nebyli schopni chovat prasata. Hlavní argument zněl: „Domácí prase nám dává jasný důkaz, že severské národy byly usazenými rasami a židovské odmítnutí téhož zvířete stejně jasně dokazuje jejich nomádství." Darré vnímal usazené národy jako rasově čisté, nemísící se a vyspělé, kdežto kočovné jako parazity, kteří se pouze přizpůsobují okolí a nepřinášejí žádný prospěch.
V roce 1928 se Darré stal poradcem ministerstva hospodářství Východního Pruska. O místo však přišel o rok později z důvodu jeho sporům s ministerstvem zemědělství v Berlíně kvůli kvalitě semen.

### NSDAP a SS
V roce 1930 vstoupil na popud Adolfa Hitlera Darré do NSDAP. Hitler byl jeho teoriemi nadšen natolik, že mu dokonce chtěl nechat volnou ruku pro vytvoření zemědělského programu NSDAP. Darré se následně stal Hitlerovým agrárně politickým poradcem a formuloval agrární program strany, vydaný 6. března 1930.

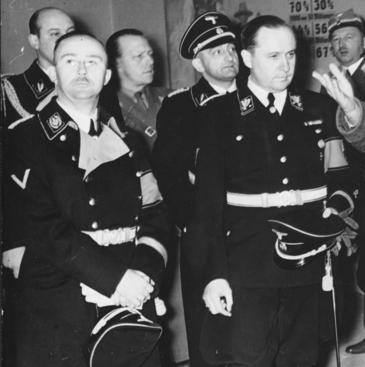
Richard Walther Darré (vpravo) a Heinrich Himmler (vlevo)

Dalším kdo byl zastáncem Darrého teorií byl Heinrich Himmler. Ten byl stejně jako Darré členem Artamanovy ligy. Darré v roce 1930 vstoupil do SS.
V roce 1932 učinil Himmler z Darrého vedoucího nově vytvořeného Rasse- und Siedlungshauptamt (RuSHA), který měl na starosti sňatkovou politiku pro členy SS. Manželství muselo být uzavíráno pouze mezi Němci představujícími árijský ideál a tím se měla zajistit "rasová čistota." Později Darré podpořil i Himmlerův program v rámci Lebensbornu, který povolil a dokonce vyzýval členy SS, aby měli více žen a s nimi více dětí pro zachování árijské rasy. Tento program byl oficiálně ukončen po kritice Adolfa Hitlera a jiných vysoce postavených členů strany, kvůli podkopávání tradičních rodinných hodnot, které byly podporovány většinou německé populace.
V roce 1935 založil Darré, jakožto vedoucí rasového referátu SS, spolu s Himmlerem a holandským historikem Hermannem Wirthem, výzkumný úřad Ahnenerbe. Tento úřad měl dokázat existenci árijské rasy a ukázat její nadřazenost.
V rámci NSDAP se Darré soustřeďoval na oslovování rolnictva, jež bylo velkou, ale zanedbávanou společenskou vrstvou. Zemědělská komunita v té době tvořila přibližně 29 % německé populace. Darré se svými názory stal pro zemědělskou vrstvu populární. I díky jeho popularitě u zemědělců se NSDAP ve volbách v roce 1932 těšila zisku 230 křesel v Reichstagu, což bylo o 127 křesel více než ve volbách minulých. Darré musel později polevit ve své rétorice, z důvodu apelu vedení strany, která potřebovala k vítězství ve volbách oslovit i městské voličstvo.
Po jmenování Adolfa Hitlera kancléřem roku 1933 se stal ministrem zemědělství Alfred Hugenberg v rámci koalice s německou národně lidovou stranou. Avšak po požáru Říšského sněmu se dostalo Adolfu Hitlerovi takřka neomezené moci, což posléze vedlo k pomlouvačné kampani a následné rezignaci Hugenberga z ministerského postu 29. června 1933. To umožnilo nacistům obsadit ministerstvo svým člověkem, kterým byl právě Darré.

### Ministr zemědělství
Darré hned po nástupu přizpůsobil politiku ministerstva zemědělství svým ideám Blut und Boden. 13. září 1933 založil Darré Reichsnährstand, orgán pro správu zemědělských dodavatelských řetězců a regulaci produkce potravin.
29. září 1933 Darré podepsal Reichserbhofgesetz (Říšský zákon o dědičnosti farem) .Tento zákon vytvořil právní ochranu pro zemědělce. Zákon stanovil, že:
- Zemědělské a lesnické pozemky o velikosti nejméně 7,5 ha a nepřesahující 125 hektarů jsou dědičné farmy, pokud patří někomu, kdo je schopen s nimi hospodařit.

- Vlastníkem dědičné farmy je dědičný farmář.
- Dědičným zemědělcem může být pouze ten, kdo je německým občanem nebo Němcem (národností).
- Rodinná farma se při zdědění nebude dělit.

- Práva spoludědiců jsou omezena na aktiva zemědělce. Tito potomci, kteří nedostávají dědičnou farmu, absolvují školení odpovídající tomu, co dědičná farma může nabídnout; v případě nouze je zaručeno domácí útočiště.
- Rodinná farma je nezcizitelná a neprodejná

Zákon mimo jiné chránil farmáře od zabavení půdy v případě zadlužení. Zákon také rozdělil farmáře na dva typy:
Prvním typem farmáře byl takzvaný Bauer (dědičný farmář). Ten podle Darrého byl ideálem árijské rasy a germánství. Pouze farmáři s čistou krví se mohli stát dědičným farmářem a velikost jejich farem byla dle Darrého ideální pro rolníka. Darré je vnímal jako rolníky, kteří jsou po generace ze svou půdou spříznění a perfektně vystihovaly Darrého teorii Blut und Boden.

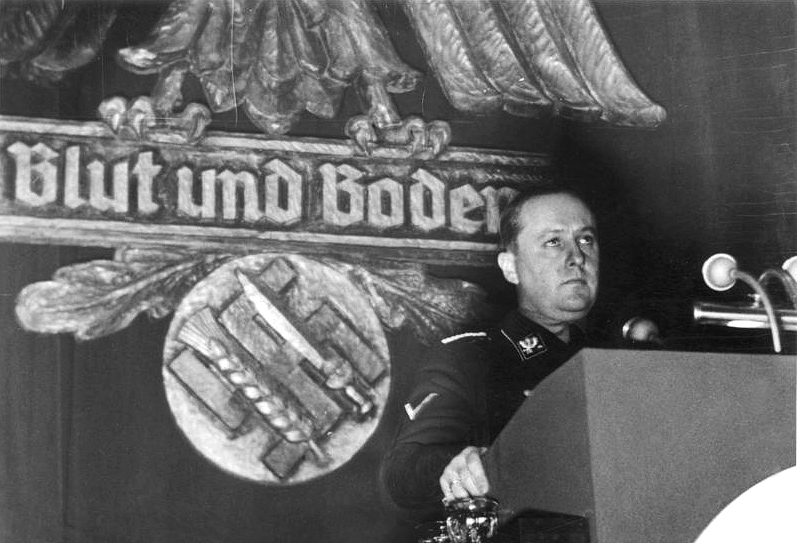
Darré hovořící pod heslem "Blut und Boden" v Goslaru roku 1937

Druhým typem farmářů byli Landwirte (standardní farmáři). Ti podle Darrého neměli dostatečně velkou půdu, nebo měli své statky tak velké, že pravděpodobně patřili k pruské šlechtě.
Na podzim roku 1934 vypracoval Darré spolu se svým zástupcem Herbertem Backem plán Bitva pro produkci, který měl pomoci Německu získat naprostou potravinovou soběstačnost. Darré pokládal za důležité modernizovat technologické vybavení zemědělců.
Jako ministr zemědělství se Darré ukázal jako nepříliš schopný, jak z hlediska organizace, tak z hlediska administrativy. Říšský ministr propagandy Joseph Goebbels ve svém deníku označuje Darrého za naprosto neschopného. Goebbels v lednu 1934 uvedl, že Darré dělá pouze nesmysly. V srpnu napsal, že by se měl starat o potraviny, jinak ho nahradí Carl Friedrich Goerdeler.
V roce 1934 poklesla zemědělská úroda a zisky farmářů se snížily až o 20 %. Nepříznivá situace pokračovala i v následujícím roce a vedla k odporu uvnitř strany. Špatná zemědělská situace trvala až do roku 1938, kdy se výše sklizně opět navrátila na úroveň roku 1933.
Po sporech mezi Darrém a ministrem hospodářství Hjalmarem Schachtem byl vytvořen Úřad pro čtyřletý plán. Tento úřad měl za úkol připravit zemi na válku. Vedoucím úřadu se stal Hermann Göring, který byl také jmenován zmocněncem pro německou ekonomiku. Toto způsobilo, že se Darrého ministerstvo muselo Göringovi plně podřídit.

#### Německá expanze a konec kariéry
Roku 1938 nacistické Německo obsadilo sousední Rakousko, následovalo Československo a prvního září 1939 napadlo Polsko. Darré jako ministr zemědělství dostal za úkol od Heinricha Himmlera přeorganizovat německé zemědělce. Podle Himmlera měli těžkou zemědělskou práci dělat Poláci a Němci pouze měli dohlížet na jejich výsledky. Tento rozkaz byl v naprostém rozporu s Darrého ideologií. Poté, co byl Himmler pověřen osidlovací politikou Třetí říše, Darré na protest v listopadu 1939 pohrozil rezignací ze svého ministerstva. Hitler mu na to odpověděl slovy: "Pane ministře, jste pod válečným zákonem a to kdy odejdete, určím já."
Dalším Darrého úkolem bylo po napadení Polska shromáždit dostatek pracovníků pro zajištění polské sklizně. 18. února 1940 vydal Herman Göring dekret o veřejné správě měst, zemědělských a lesnických pozemků. Ten zapříčinil, že zemědělská půda v Polsku, pokud nepatřila etnickým Němcům, přešla pod vlastnictví státu. Darré byl proto pověřen, aby zajistil zabavení této půdy pod německou kontrolu.
Až na polský případ neměl Darré jakoukoliv moc nad zemědělskou politikou v zahraničí. Tato role byla svěřena jeho zástupci Herbertu Backemu.
Jelikož Darré nebyl informován o plánu napadení Sovětského svazu, v roce 1940 věřil, že válka skončila a on se plně může věnovat zemědělské politice uvnitř říše. Začal se věnovat plánu ekologického zemědělství, zvané biodynamické. Darré věřil, že biodynamické zemědělství zlepší kvalitu půdy a zvýší výnosy.
Po napadení Sovětského svazu, přesvědčil Backe Hitlera, že je pro říši zásadní ukrajinská zemědělská půda. V té době Německo odstoupilo od ideologie Blut und Boden a biodynamické zemědělství bylo nezákonné.
Darré ztratil podporu Heinricha Himmlera, kvůli sporům o kolonizaci východního území. Darré byl zásadně proti osidlování zemědělských ploch na území Ukrajiny v době, kdy německé zemědělství nebylo v ideální formě a chyběli němečtí farmáři. Zemědělskou půdu na východě měl na starosti Himmler s Backem, takže přes veškeré Darrého protesty byla politika kolonizace prosazována a musel se podřídit. Darré chtěl rezignovat na své funkce v SS, ale nebylo mu to umožněno.
Darré se stal pro Hitlera naprosto bezcenným. Po špatné úrodě v roce 1942 a po nátlaku ze strany Hitlera odstoupil ze své funkce. Byl nahrazen Herbertem Backem. Podle historika J.E. Farquharsona byla hlavním důvodem Darrého rezignace neochota vykořisťovat "méněcenné rasy."

## Po válce
Po válce byl Darré nalezen a zatčen spojeneckými vojsky v kasárnách ve městě Ludwigsburg. Byl souzen v následném norimberském procesu jako obžalovaný v procesu s ministry.
Byl obviněn v následujících bodech obžaloby:
- Bod I: účast na plánování, přípravě, zahájení a vedení agresivních válek a invaze do jiných zemí.
- Bod II: spiknutí za účelem spáchání zločinů proti míru a zločinů proti lidskosti.
- Bod IV: zločiny proti lidskosti, související s trestnými činy spáchané na německých státních příslušnících v letech 1933 až 1939.
- Bod V: zvěrstva a přestupky spáchané na civilním obyvatelstvu v letech 1938 až 1945.
- Bod VI: rabování a plánování.
- Bod VII: otrocká práce.

- Bod VIII: členství v zločineckých organizacích.

Darré byl shledán vinným v bodech I., V. a VI., za jeho zemědělskou politiku vůči okupovanému Polsku a nacistickou politiku na Ukrajině, a v bodě číslo VIII. Trest za bod VIII. mu byl zmírněn, kvůli jeho pokusu o rezignaci u SS. Odsouzen byl nakonec na sedm let, která měl strávit ve věznici Landsberg. V roce 1950 byl propuštěn na svobodu. Zemřel 5. září 1953 v mnichovské nemocnici na rakovinu jater. Důvodem byl jeho alkoholismus.